# محوطه آشاقی‌کند یک
محوطه آشاقی کند ۱ مربوط به دوران‌های تاریخی پس از اسلام است و در شهرستان بوئین‌زهرا، روستای چلمبر واقع شده و این اثر در تاریخ ۲۵ خرداد ۱۳۸۱ با شمارهٔ ثبت ۵۷۵۳ به‌عنوان یکی از آثار ملی ایران به ثبت رسیده است.